# Karl Eduard Zetzsche
Karl Eduard Zetzsche (* 11. März 1830 in Altenburg; † 18. April 1894 in Dresden) war ein deutscher Mathematiker und Physiker.

## Leben
Zetzsche studierte von 1850 bis 1855 am Polytechnikum in Dresden, erhielt einen Abschluss in Chemischer Technik und ging dann an die Universität Wien. Im Jahr 1856 trat er in den österreichischen Telegraphendienst ein und arbeitete in Wien, Padua und Triest. Er ging 1858 als Lehrer der Mathematik und Mechanik an die höhere Gewerbeschule in Chemnitz und folgte 1876 einem Ruf als Professor der Telegraphie ans Polytechnikum Dresden. Im Jahr 1880 ging er als Telegrapheningenieur ins Reichspostamt nach Berlin, wo er besonders als Lehrer an der Post- und Telegraphenschule tätig war. Von 1880 bis 1886 hatte er zudem die Redaktion der Elektrotechnischen Zeitschrift in Berlin inne.
Im Jahr 1887 trat er in den Ruhestand. Zetzsche verstarb 1894 in Dresden und wurde auf dem Trinitatisfriedhof beigesetzt.

## Werke
- Elemente der ebenen Trigonometrie; Altenb., 1861
- Leitfaden für den Unterricht in der ebenen und räumlichen Geometrie (2. Aufl.) Chemnitz, 1874
- Die Kopiertelegraphen, Typendrucktelegraphen und die Doppeltelegraphie; Leipzig, 1865
- Die elektrischen Telegraphen in ihrer gegenwärtigen Einrichtung und Bedeutung; Zwickau, 1869
- Katechismus der elektrischen Telegraphie; 6. Aufl., Leipz. 1883
- Abriß der Geschichte der elektrischen Telegraphie; Berlin, 1874
- Die Entwickelung der automatischen Telegraphie; Berlin, 1875
- Handbuch der elektrischen Telegraphie; mit Oskar Frölich (1843–1909), Henneberg und Ludwig Kohlfürst (* 1840 in Graz); Berlin, 1877–87, 4 Bde.